# 潮气量
潮气量是指靜息狀態时每次吸入或呼出的气或者是身体重量乘以7毫升每千克，每次吸入或呼出的氣量。它與年齡、性別、體積表面、呼吸習慣、肌體新陳代謝有關。設定的潮氣量通常指吸入氣量。潮氣量的設定並非恆定，應根據病人的血氣分析進行調整。正常情況下：成人：8-10ml/kg, 小兒：10-15ml/kg
。